# Jan Václav Peter
Jan Václav Peter něm. Johann Wenzel Peter, též uváděn jako Václav Jan Peters (8. září 1745 v Karlových Varech - 28. prosince 1829 v Římě) byl  česko-rakouský malíř zvířat, činný převážně v Římě.

## Život
Narodil se jako syn karlovarského puškaře Jana Jiřího Petera a začínal jako rytec. Vyučil se a pracoval v puškařské dílně svého otce. Dále odešel do Vídně, kde pracoval jako rytec mincí a medailí.  Díky podpoře hraběte Josefa Kounice, císařského rakouského velvyslance u papežského dvora, přišel do Říma studovat sochařství. Ale brzy projevil větší zájem o malířství. Ve své praxi se pak specializoval na malování zvířat, jejich portrétů a žánrovou krajinomalbu se zvířaty, jako Adam a Eva v ráji, Orfeus hrající mezi zvířaty, nebo Lov na lva. Maloval také portréty se zvířaty (obvykle se psy) a dva autoportréty bez zvířat. Stylovým východiskem jeho krajinomalby bylo pozdní baroko, od nějž došel až ke klasicismu.
Jeho další mecenáš, princ Marcantonio Borghese, mu pomohl ke vstupu do kruhu římských umělců. Jeho obrazy zvířat se pak dostaly do uměleckých sbírek v Německu, Čechách, Francii, Španělsku a Rusku. Roku 1812 byl Jan Václav Peter jmenován profesorem malířství na Akademii svatého Lukáše v Římě.
Papež Řehoř XVI. koupil jedenáct obrazů pro papežské sbírky ve vatikánských muzeích, včetně monumentální "Rajské zahrady" s prezentací více než dvou set zvířat. Tyto obrazy tvoří největší sbírku Peterovych děl. Další jsou v Římě v Galerii Borghese.  

## Galerie

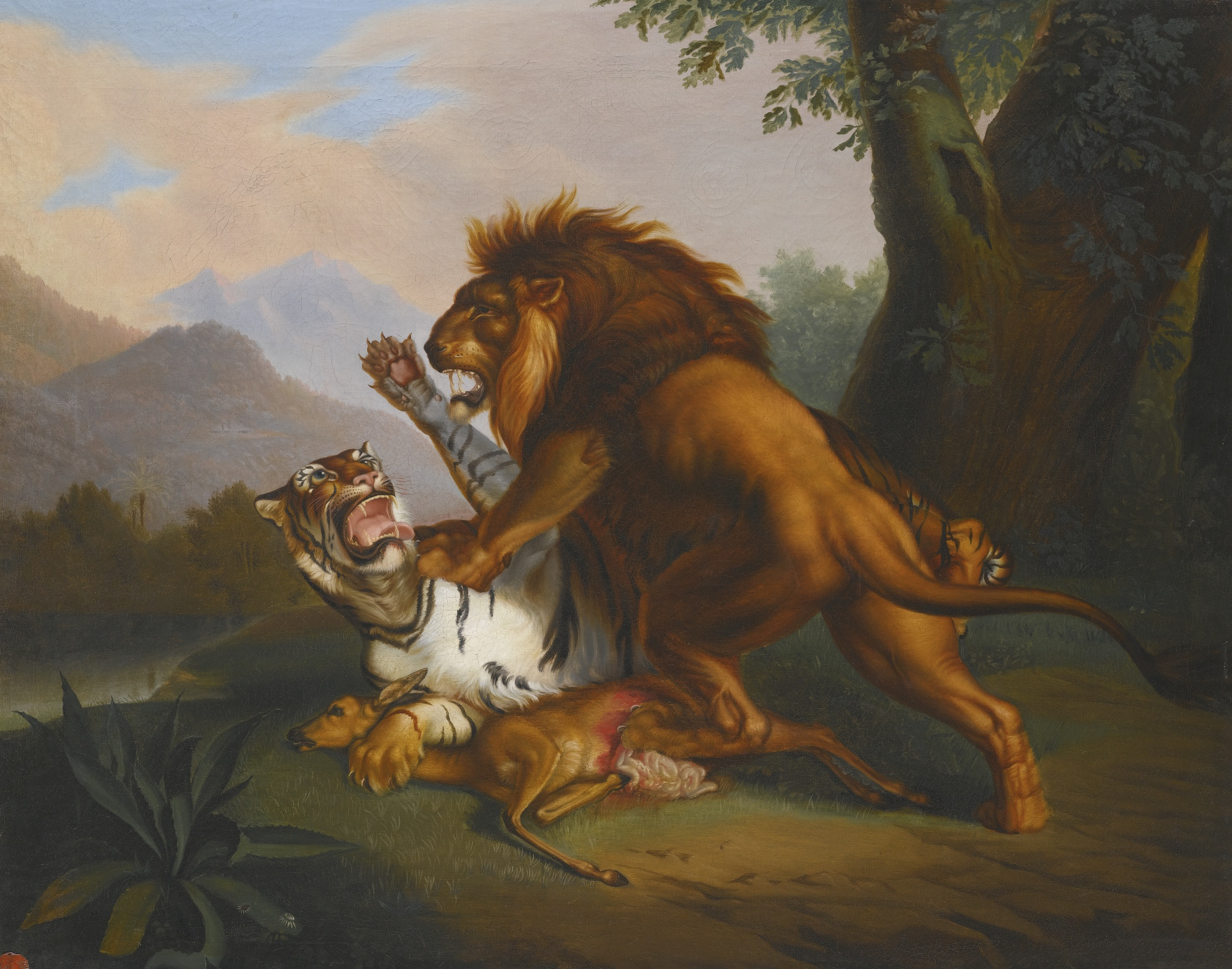
Jan Václav Peter – lev a tygr v boji
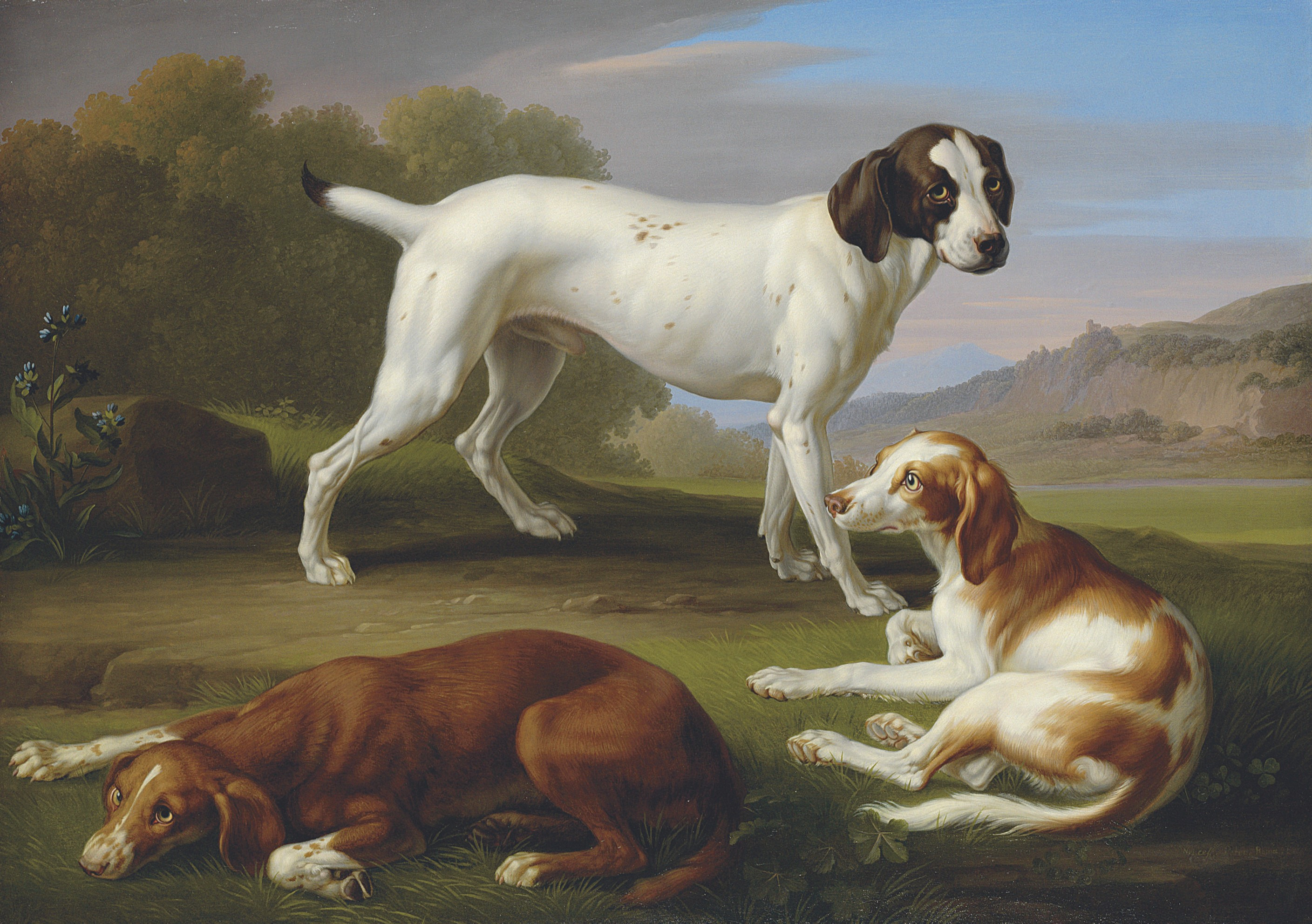
Jan Václav Peter – Poiter a dva setři (před 1829)
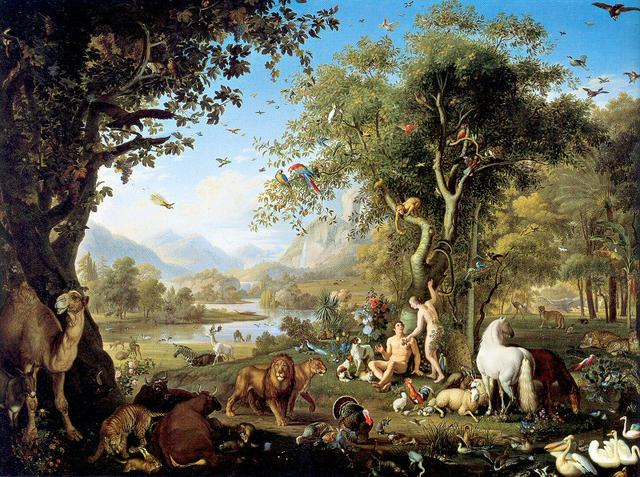
Jan Václav Peter – rajská zahrada (před 1829)
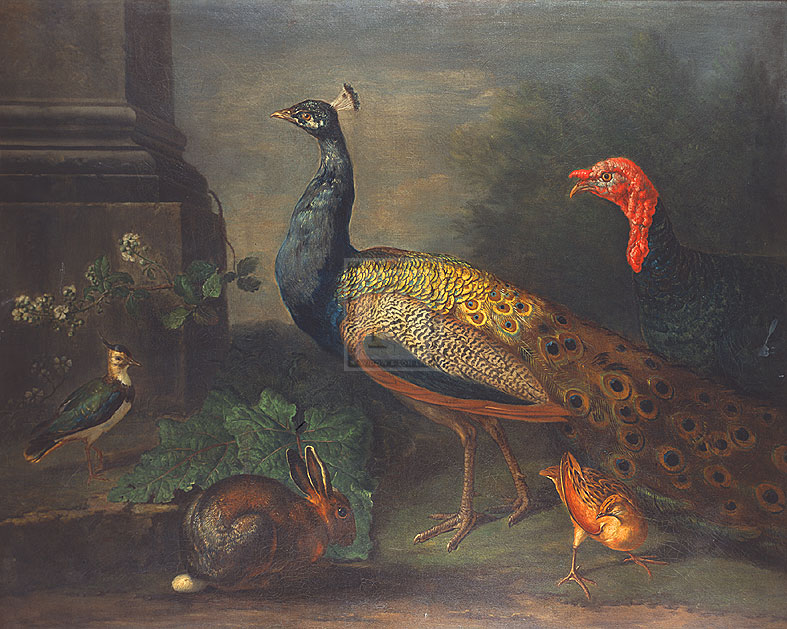
Jan Václav Peter – krocan, páv, čejka a králík (před 1829)
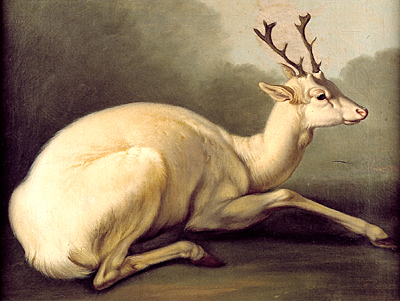
Jan Václav Peter – jelen
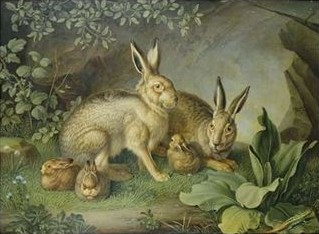
Jan Václav Peter – zajíci a králíci